# 7717 Tabeisshi
7717 Tabeisshi (1997 AL5) là một tiểu hành tinh vành đai chính được phát hiện ngày 7 tháng 1 năm 1997 bởi T. Kobayashi ở Oizumi.